# Établissement pénitentiaire de Lisbonne
L'établissement pénitentiaire de Lisbonne est une prison située dans la municipalité de Lisbonne. Elle a été construite en 1885.

## Histoire
Cette prison de style néo-gothique, a été construite selon les plans de l’architecte Ricardo Júlio Ferraz (1828-1880) de 1864 à 1885. Elle ressemble à une forteresse médiévale. L'édifice est classé Monument d’Intérêt Public.
Sa capacité d'accueil est de 1 300 détenus et est sous la supervision du tribunal d'exécution des peines de Lisbonne.
C'est ici que se déroule le roman d'Álvaro Cunhal, sous le pseudonyme de Manuel Tiago, L'étoile à six branches, car vu d'en haut, avec ses six ailes, l'établissement ressemble à une étoile.
L'établissement pénitentiaire de Lisbonne devrait fermer ses portes en 2026. Les 880 détenus purgeant des peines en 2022 seront transférés vers d’autres prisons.

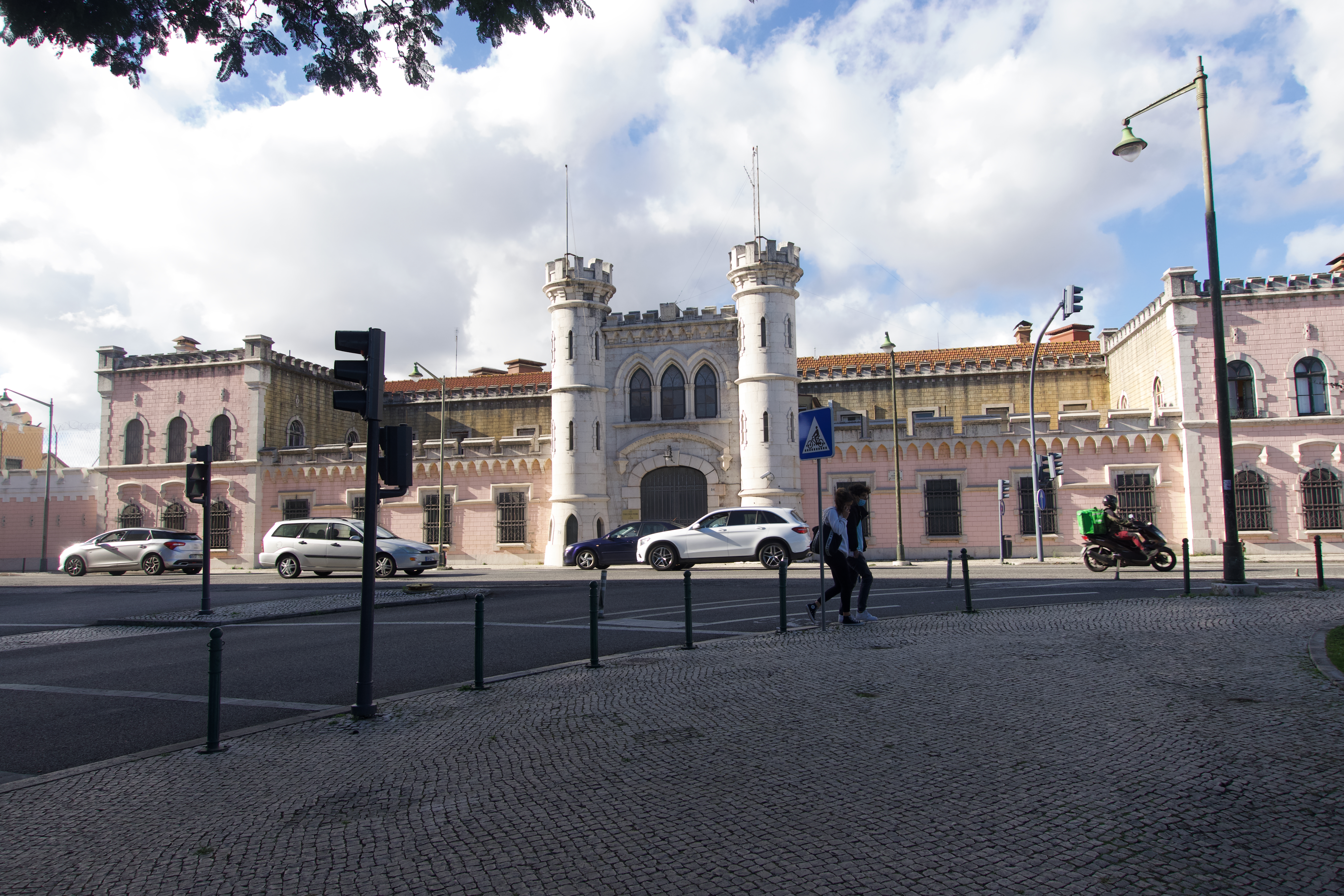
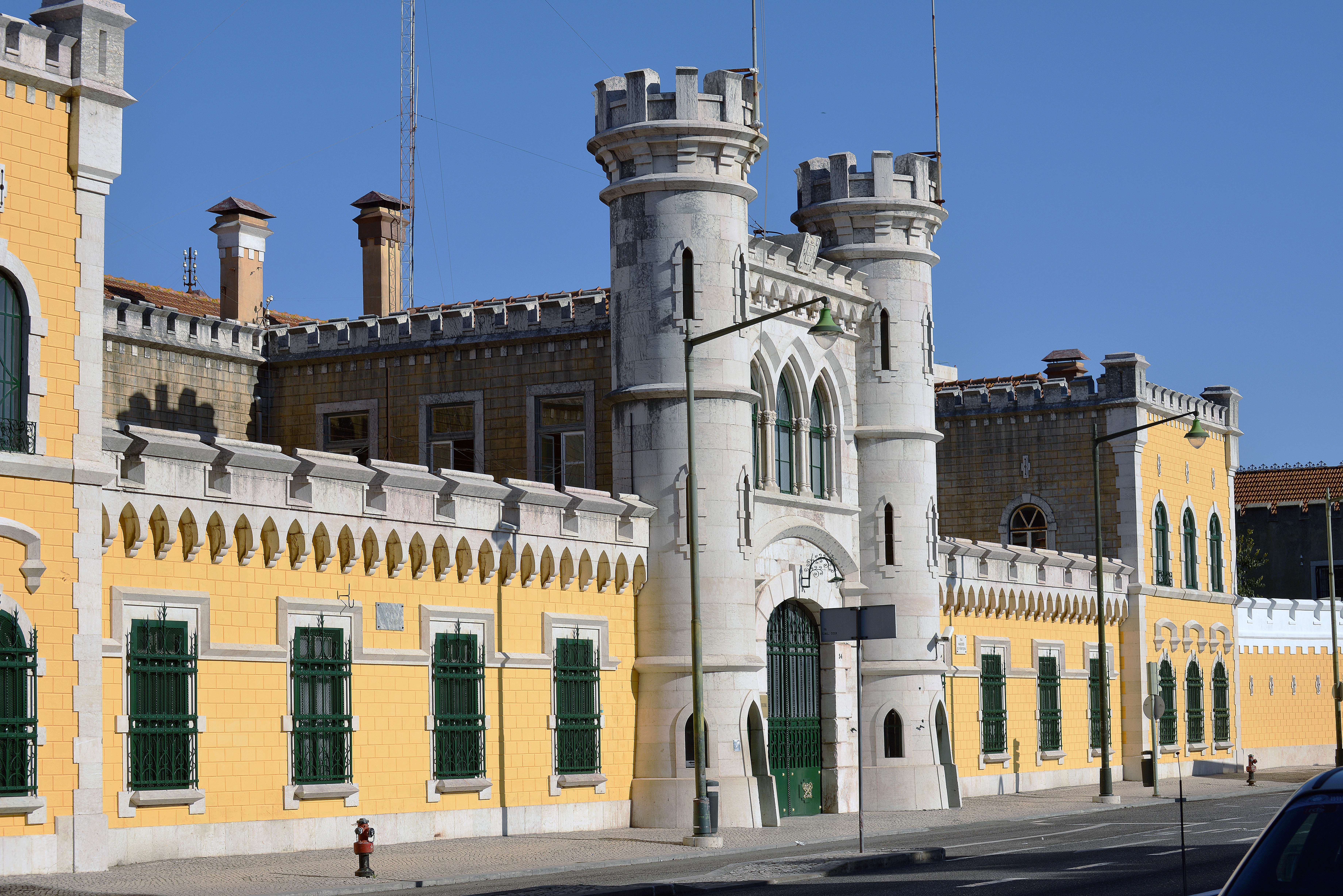
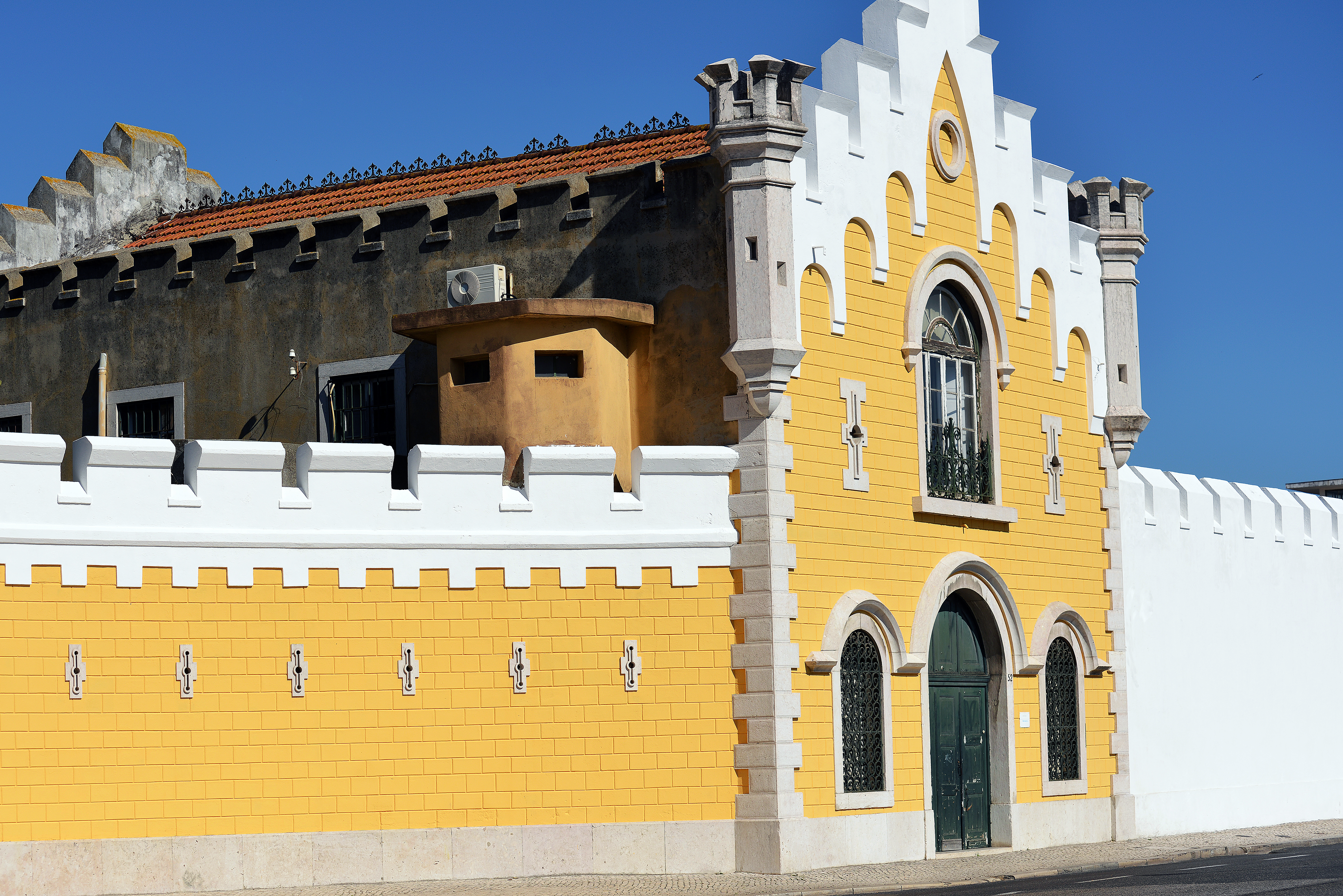